# Pillekuchen

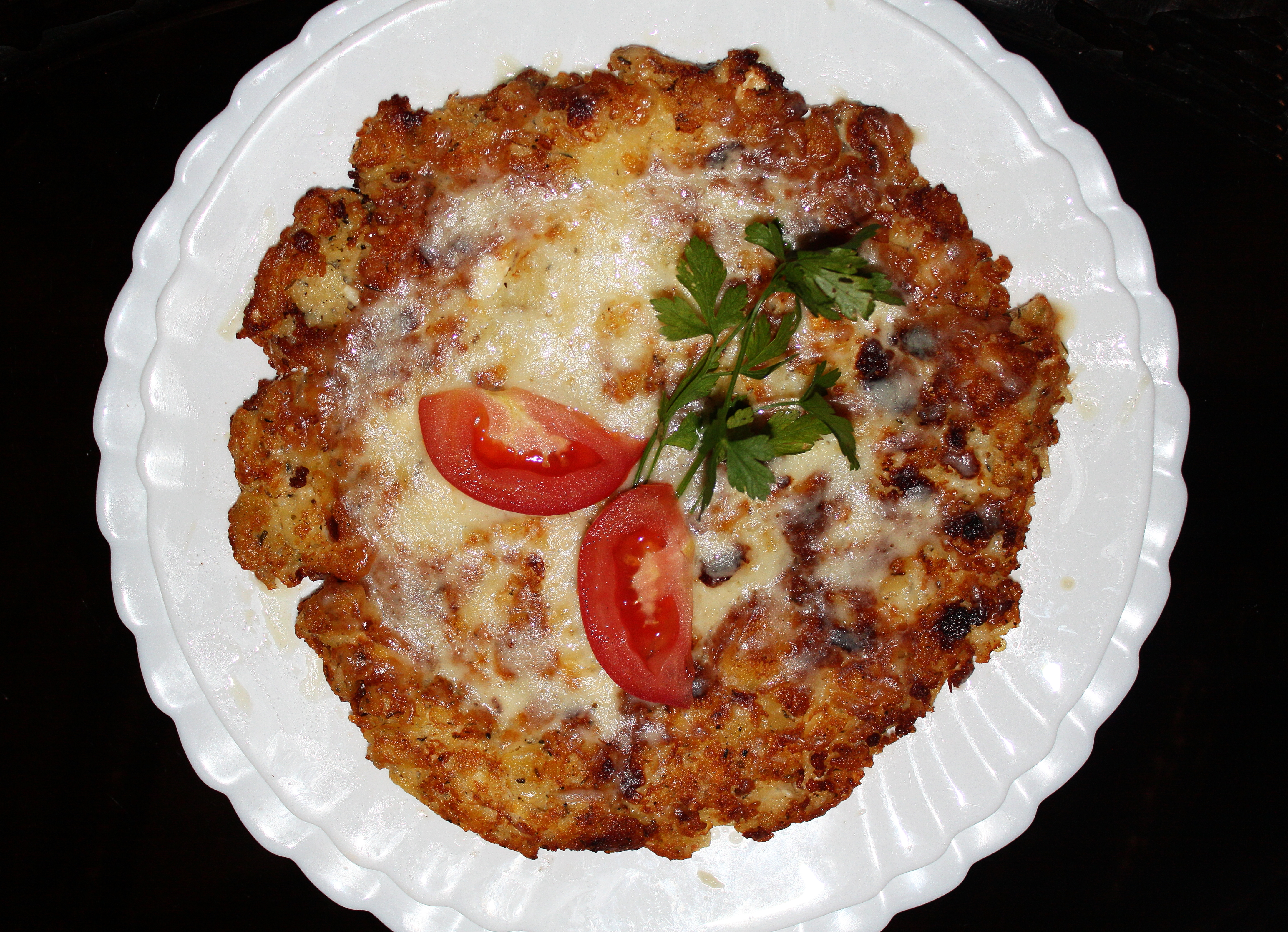
Pfanngroßer Kartoffelpuffer

Pillekuchen, auch Pillekooken, Pillekauken, Pinnekuchen, Pinnekeskuchen oder Leinewebers Pfannkuchen, im nördlichen Rheinland auch Schnibbelskuchen, eine Art Kartoffelpfannkuchen, gehört zu den Spezialitäten der Küche des Bergischen Landes.
Die Pillekuchen unterscheiden sich von vielen anderen Arten des Kartoffelpuffers durch den meist pfanngroßen Durchmesser.

## Zubereitung
Zur Zubereitung werden Kartoffeln in dünne Streifen geschnitten, in einer Pfanne geschichtet, mit Salz, Pfeffer und Muskat gewürzt und in Fett gegart. Es können auch Würfel von Räucherspeck und Zwiebeln vorher angebraten und mitgedünstet werden. Schließlich wird ein Pfannkuchenteig aus Mehl, Eiern und etwas Wasser oder Milch dazugegeben und alles von beiden Seiten knusprig gebacken. 
Alternativ werden für die kleinere Variante rohe Kartoffeln gerieben (Röstigröße) und in einer Schüssel mit Eiern, Salz und etwas Mehl zum Binden verrührt. Dieser Teig wird in handgroße Plätzchen geformt und in heißem Fett in der Pfanne ausgebacken. 
Serviert wird Pillekuchen häufig mit Kopfsalat, Endiviensalat oder Feldsalat als Beilage.